# Camille Edouard Junior
Camille Edouard Junior (né à Port-au-Prince le 5 février 1981) est un homme politique haïtien, ministre de la justice de Haïti du 23 mars 2016 au 13 mars 2017. 
Il est avocat et professeur de droit public. Conseiller juridique auprès du premier ministre en 2011, il est ensuite conseiller spécial de Jocelerme Privert avant d'être nommé ministre de la Justice en 2016.  